# Alustante
Alustante là một đô thị trong tỉnh Guadalajara, Castile-La Mancha, Tây Ban Nha. Dân số năm 2008 là 236 người.